# Jinshanling
Jinshanling es una sección de la Gran Muralla China ubicada en la zona montañosa del condado de Luanping, ciudad de Chengde, provincia de Hebei, a 125 km al noreste de Beijing. Esta sección del muro está conectada con la sección Simatai al este. A cierta distancia hacia el oeste se encuentra la sección Mutianyu.

## La pared
La sección Jinshanling de la Gran Muralla tiene 10.5 km de largo con 5 pasos, 67 torres y 3 torres de faro. La sección inicial del muro ha sido restaurada a su estado original, pero el estado del muro se deteriora hacia su estado natural a medida que se acerca a Simatai. El precio de la entrada es de 65 RMB. Se ha construido un teleférico (40 RMB) para llevar a los visitantes al punto más alto a lo largo de la pared. Hay un cargo de admisión adicional de 50 RMB para continuar a la sección Simatai, y una tarifa de 5 RMB para cruzar el puente colgante.